# Кёне, Иоганн Ротгер
Иоганн Ротгер Кёне (нем. Johann Rotger Köne; 14 августа 1799, Шмалленберг, — 12 ноября 1860, Мюнстер) — немецкий филолог-классик, переводчик, педагог.
Его главные труды: «Über die Sprache der römischen Epiker» (Мюнст., 1840); издание «Heiland» с переводом и комментарием (Мюнст., 1855) и «Der altsächsische Beichtspiegel zur Zeit des heil. Liudgerus» (Мюн., 1860).